# 香槟语
香槟语（香槟语：champaignat）是罗曼语族奥依语的一支，使用于法国香槟和法兰西岛地区以及比利时南部的少数城镇。
香槟语在法国及比利时瓦隆大区被归类为一种区域性语言。联合国教科文组织濒危语言红皮书将香槟语归为濒危语言。

## 拓展阅读
- Tarbé, Prosper.  (PDF) 1. Reims. 1851  [2021-09-19]. （原始内容 (PDF)存档于2022-04-04） （法语）. （页面存档备份，存于）
- Paroles d'Oïl, DPLO, Mougon 1994, ISBN 2-905061-95-2